# Jægerkorpset
Das Jægerkorpset ist die Spezialeinheit des dänischen Heeres. Sie wurde 1961 für Antiterror- und Personenschutzeinsätze im In- und Ausland gegründet und ist auf der Luftwaffenbasis Aalborg stationiert.
Die Einheit besteht aus 70 bis 80 Mann. Neben der Verwendung im rein militärischen Bereich wird sie auch für Antiterrormaßnahmen in Dänemark eingesetzt. Die Ausbildung erfolgte bis 1982 direkt durch US-Ranger. Zur Eignungsprüfung gehören die Bereiche Patrouillen, Fallschirmspringen, Klettern und Kampfschwimmen.

## Ausrüstung

### Waffen
- Diemaco C7+8[2]
- SIG Sauer P210[2]
- HK G 53[2]
- Diemaco LSW / SFSW[2]
- HK 23E
- Barrett M-82 A2 cal .50[2]
- HK 21 E[2]
- MP 5+SD[2]
- HK MSG90 (Präzisionschützengewehr)[2]
- Panzerabwehrwaffe M/84 (Dänische AT4)[2][3]
- Barett M82[2]

### Transport und weitere Ausrüstung
- Nachtsichtgerät
- Schnellboote

Transportmittel von Verbündeten, da das dänische Heer hier eingeschränkt ist:
- C-130
- H-500 fürs direkte Absetzen der Kommandos
- Ch-47 (der SAS)

## Bekannte Einsätze
Das Kommando wurde seit Beginn der Operation „Enduring Freedom“ in Afghanistan eingesetzt.